# Juliusz Weber
Juliusz Weber (ur. 6 grudnia 1902 we Lwowie, zm. 11 marca 1980 w Krakowie) – polski artysta, skrzypek i pedagog.

## Życiorys
Kształcił się pod kierunkiem Maurycego Wolfsthala w Konserwatorium Galicyjskim, później w Konserwatorium Polskiego Towarzystwa Muzycznego we Lwowie, gdzie w okresie międzywojennym pracował jako pedagog. Po wojnie zamieszkał na stałe w Krakowie. W latach 1945–1951 był dyrektorem Państwowej Szkoły Umuzykalniającej, przekształconej następnie w Państwową Szkołę Muzyczną nr 1 przy ulicy Basztowej 23, z filią przy ulicy Stromej 5 (obecnie Szkoła Muzyczna I st. nr 1 im. Stanisława Wiechowicza przy ul. Pilotów 51). Od 1953 do 1971 pełnił funkcję dyrektora Średniej Szkoły Muzycznej przy ul. Warszawskiej 11 (obecnie PSM II st. im. Władysława Żeleńskiego przy ul. Basztowej 9). Był też wykładowcą Państwowej Wyższej Szkoły Muzycznej.
Do jego uczniów w Średniej Szkole Muzycznej należeli m.in. Danuta Suchorowska-Śliwińska, Ewa Szubra-Jargoń i Zbigniew Wodecki.
Juliusz Weber poślubił Zofię z d. Pleń (ur. 26 grudnia 1909, zm. 10 października 1986). Ich córka, Ludmiła Weber-Zarzycka, została pianistką, kameralistką i docentem w Akademii Muzycznej w Krakowie.

## Odznaczenia
- 1951 – Złoty Krzyż Zasługi[6]
- Krzyż Kawalerski Orderu Odrodzenia Polski[7]
- 1967 – Nagroda Miasta Krakowa
- Złota Odznaka „Za pracę społeczną dla m. Krakowa”[7]
- Złota Odznaka Stowarzyszenia Polskich Artystów Muzyków[8]